# Combustible bas carbone
Le combustible bas carbone est un combustible qui ne provient pas de l'extraction de matière fossile et a une empreinte carbone très inférieure à celle des combustibles fossiles. En pratique, cela signifie généralement des combustibles fabriqués à partir de dihydrogène et de dioxyde de carbone (CO2). Les carburants bas carbone proposés peuvent généralement être regroupés en carburants synthétiques, qui sont fabriqués par hydrogénation chimique du dioxyde de carbone, et biocarburants, à l'aide de processus naturels de consommation de CO2 comme la photosynthèse.

## Neutralité carbone ou bas carbone?
L'ADEME précise dans une note que toute entreprise, activité, ou produit ne peut être neutre en carbone et que la neutralité carbone ne peut être entendue que sur le plan mondial. Enfin, les compensations carbone, par exemple liées à une reforestation, ne sont pas concomitantes aux émissions initiales et ne sont généralement pas à la hauteur des émissions initiales. Les feux de forêt, favorisés par le réchauffement climatique annihilent ces potentielles compensations. C'est la raison pour laquelle, on parle de contribution à la réduction de l'empreinte carbone plutôt que de compensation carbone.

## Production
Les carburants bas carbone sont des hydrocarbures synthétiques. Ils peuvent être produits par des réactions chimiques entre le dioxyde de carbone, qui peut être capté dans les centrales électriques ou dans l'air, et l'hydrogène, qui est créé par l'électrolyse de l'eau à l'aide d'énergie renouvelable. Le carburant, souvent appelé électrocarburant, stocke l'énergie qui a été utilisée dans la production de l'hydrogène. Le charbon peut également être utilisé pour produire de l'hydrogène, mais il n'est pas neutre en carbone. Le dioxyde de carbone peut être capturé et séquestré, ce qui réduit l'empreinte carbone des combustibles fossiles, mais n'en fait pas des sources d'énergie renouvelable. La capture du carbone des gaz d'échappement peut rendre les carburants bas carbone négatifs en carbone. D'autres hydrocarbures peuvent être décomposés pour produire de l'hydrogène et du dioxyde de carbone qui pourraient ensuite être stockés tandis que l'hydrogène est utilisé pour l'énergie ou le carburant, qui serait également bas carbone.
Le carburant le plus économe en énergie à produire est l'hydrogène sous forme de gaz, qui peut être utilisé dans les véhicules équipés de pile à combustible, et qui nécessite le moins d'étapes de processus pour être produit. L'hydrogène combustible est généralement préparé par électrolyse de l'eau dans un procédé power to gas. Grâce à la réaction de Sabatier, le méthane peut alors être produit puis stocké pour être brûlé plus tard dans des centrales électriques (sous forme de gaz naturel synthétique), transporté par pipeline, camion ou navire-citerne, ou être utilisé dans des processus gaz-liquides tels que le Procédé Fischer – Tropsch pour fabriquer des carburants traditionnels pour le transport ou le chauffage,,.
Il existe quelques autres carburants qui peuvent être créés à partir d'hydrogène. L'acide formique, par exemple, peut être produit en faisant réagir l'hydrogène avec du CO2. L'acide formique combiné au CO2 peut former de l'isobutanol.
Le méthanol peut être fabriqué à partir d'une réaction chimique d'une molécule de dioxyde de carbone avec trois molécules d'hydrogène pour produire du méthanol et de l'eau. L'énergie stockée peut être récupérée en brûlant le méthanol dans un moteur à combustion, en libérant du dioxyde de carbone, de l'eau et de la chaleur. Le méthane peut être produit dans une réaction similaire. Des précautions spéciales contre les fuites de méthane sont importantes car le méthane est près de 100 fois plus puissant que le CO2, en termes de potentiel de réchauffement climatique. Plus d'énergie peut être utilisée pour combiner le méthanol ou le méthane en molécules d'hydrocarbures plus grosses.
Les chercheurs ont également suggéré d'utiliser le méthanol pour produire de l'éther diméthylique. Ce carburant pourrait être utilisé comme un substitut au carburant diesel en raison de sa capacité à s'enflammer automatiquement sous haute pression et température. Il est déjà utilisé dans certaines régions pour le chauffage et la production d'énergie. Il n'est pas toxique, mais doit être stocké sous pression. Des hydrocarbures plus gros et de l'éthanol peuvent également être produits à partir de dioxyde de carbone et d'hydrogène.
Tous les hydrocarbures synthétiques sont généralement produits à des températures de 200 à 300 °C, et à des pressions de 20 à 50 bar. Les catalyseurs sont généralement utilisés pour améliorer l'efficacité de la réaction et créer le type souhaité de carburant hydrocarboné. Ces réactions sont exothermiques et utilisent environ 3 mole d'hydrogène par mole de dioxyde de carbone impliquée. Ils produisent également de grandes quantités d'eau comme sous-produit.
Le dioxyde de carbone utilisé pour fabriquer des carburants synthétiques peut être directement capté de l'air, recyclé des gaz d'échappement des centrales électriques ou dérivé de l'acide carbonique dans l' eau de mer. Des exemples courants de carburants synthétiques comprennent l'hydrogène, l'ammoniac et le méthane bien que des hydrocarbures plus complexes tels que l'essence et le carburéacteur aient également été synthétisés artificiellement avec succès. En plus d'être bas carbone, ces carburants renouvelables peuvent réduire les coûts et les problèmes de dépendance des carburants fossiles importés sans nécessiter d'électrification du parc de véhicules ou de conversion à l'hydrogène ou à d'autres carburants, permettant ainsi de continuer à utiliser des véhicules compatibles et abordables. Pour être véritablement bas carbone, toute énergie nécessaire au processus doit être elle-même bas carbone, comme les énergies renouvelables ou l'énergie nucléaire,,,.
Si la combustion de carburants bas carbone est soumise à un captage du carbone au niveau du conduit de fumée ou d'échappement, ils se traduisent par des émissions de dioxyde de carbone négatives et peuvent donc constituer une forme de dépollution des gaz à effet de serre. Toutefois, les technologies actuelles émettent plus de dioxyde de carbone qu'elles n'en retirent, ce qui ôte tout bénéfice. D'autre part, cela ne représente qu’une partie très réduite des émissions totales de dioxyde de carbone. Enfin, il y a une problématique majeure de stockage des émissions de dioxyde de carbone qui en plus de nécessiter de l'énergie et est loin d'être résolue. En effet, leur stockage dans d'anciens gisements de gaz posent aussi des problèmes de sécurité en cas de dégazage.[réf. nécessaire]
Les émissions négatives sont considérées comme un élément, indispensable pour certains, des efforts visant à limiter le réchauffement climatique, bien que les technologies d'émissions négatives ne soient actuellement pas économiquement viables pour les entreprises du secteur privé et peuvent induire des impacts négatifs sur l'environnement et la biodiversité. Les crédits de carbone sont susceptibles de jouer un rôle important pour les carburants négatifs en carbone. 

## Réalisations
Un consortium mené par Engie et associant l'américain Infinium, spécialiste en technologies de synthèse pour les carburants, annonce le 7 février 2022 son projet de construire à Dunkerque l'usine Reuze, qui recyclera 300 000 tonnes/an de CO2 de l'aciérie voisine ArcelorMittal Dunkerque en le combinant avec de l'hydrogène produit par un électrolyseur de grande puissance (400 MW) pour produire 100 000 tonnes/an de carburants de synthèse : e-kérosène, e-diesel ou naphte, destinés surtout à l'aviation et aux transports maritimes ou fluviaux.